# Obniżenie Dolnołużyckie
Obniżenie Dolnołużyckie (317.2) – makroregion fizycznogeograficzny we wschodnich Niemczech i zachodniej Polsce, wschodnia część Nizin Sasko-Łużyckich.
Na terenie Polski leży tylko jeden mezoregion: Kotlina Zasiecka (część).